# Altfriesisches Haus
Das Altfriesische Haus seit 1640 ist ein ehemaliges Wohnhaus im Ortsteil Keitum auf der Insel Sylt, das als Museum genutzt wird. Es liegt direkt am Wattenmeer nördlich des Hindenburgdammes.

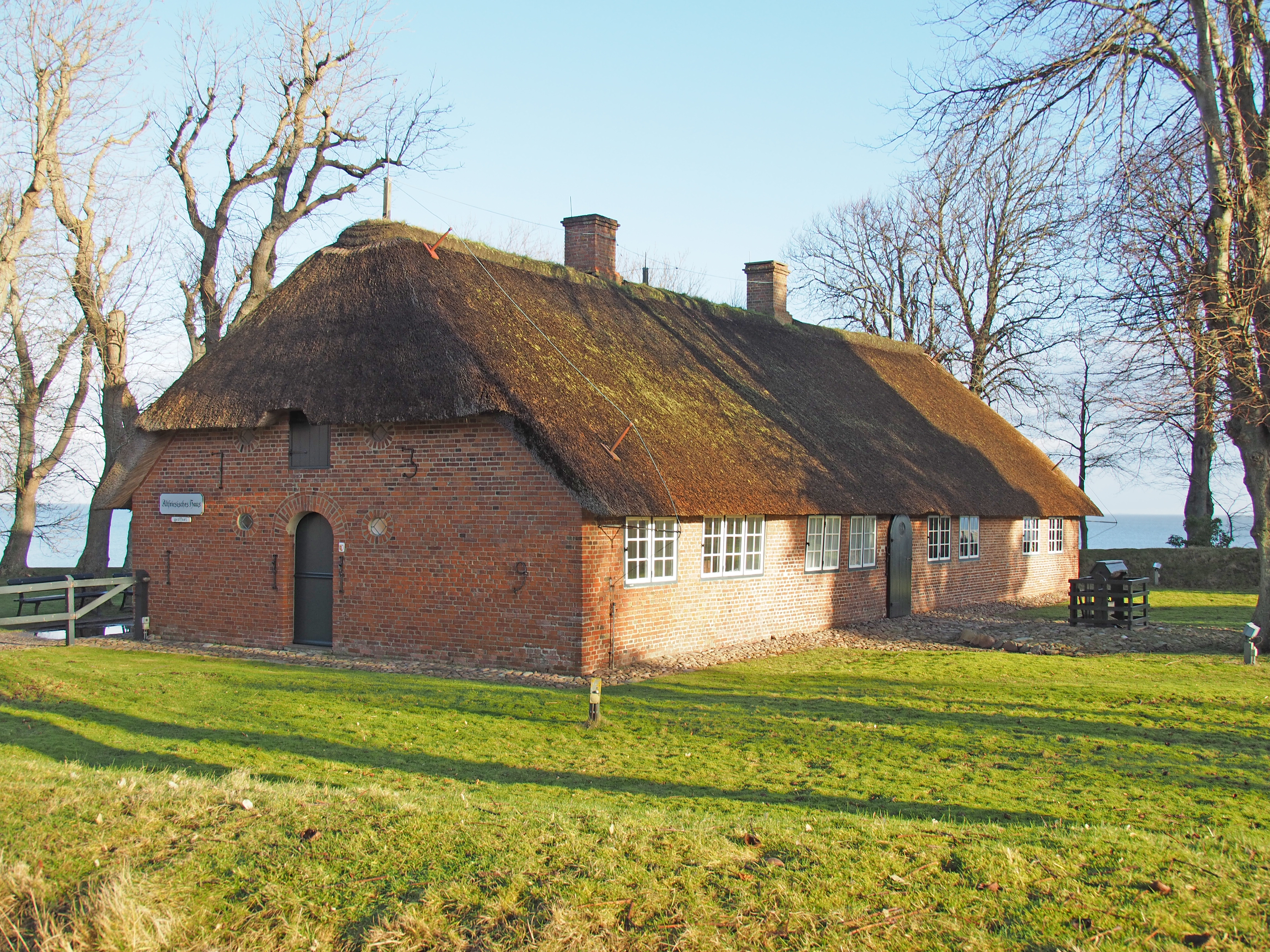
Altfriesisches Haus

## Gebäude und Ausstellung
Das Haus wurde im Jahr 1739 als Wohnhaus für einen Kapitän errichtet. Eine Reihe von Einrichtungsgegenständen zeigen deshalb Schifffahrtsmotive. Im 19. Jahrhundert war es das Wohnhaus des Lehrers, Chronisten, Sammlers und Zeichners Christian Peter Hansen (1803–1879), der den Grundstock der Sammlung des Museums zusammentrug, das im Jahr 1908 eröffnet wurde.
Es handelt sich um ein uthlandfriesisches Haus, das typischerweise in Ständerbauweise errichtet wurde. Diese Häuser sind niedrig und langgestreckt gebaut und meist mit ihren schmalen Seiten nach Osten und Westen ausgerichtet, um dem Wind weniger Angriffsfläche zu bieten. Die Dachkonstruktion ruht auf zwei Reihen hölzerner Ständer. Diese sind tief in den Boden eingegraben und lagern auf großen Feldsteinen. Auf den Ständern lagern zwei Längsbalken, über diesen liegen die Deckenbalken quer. An den Balkenenden wurden die Dachsparren befestigt, auf diese dann Holzlatten genagelt und darauf das Reet „genäht“. Die Außenmauern sind in Backstein gemauert. Der typische Friesengiebel dieses Hauses hatte auch den Zweck, dass im Falle eines Brandes das brennende Reet zur Seite aber nicht vor die Haustür rutschte, um den Fluchtweg freizuhalten. Eine weitere Nutzung ergab sich aus einer Luke oder einem Fenster über der Haustür, wodurch das Einlagern zum Beispiel von Futtermitteln erleichtert wurde und Licht auf den Dachboden fiel.
Der östlich gelegene Teil des Hauses (die frühere Tenne und weitere Kammern) zeigt in vier Räumen die Keitumer Wohnkultur von Sylter Kapitänsfamilien des 18. und 19. Jahrhunderts. An die Küche (Kööken), zu der auch ein Alkoven gehört, grenzt die Speisekammer (Spiiskaamer) an. Zur Wohnstube (Kööv) gehören auch ein Herd und zwei Alkoven. Der Pesel (Piisel) und die von der Hausfrau vor allem für Handarbeiten genutzte Kellerkammer (Kelerkaamer) erlauben im Altfriesischen Haus den Blick auf die Westerley. Im westlich gelegenen Gebäudeteil befinden sich die Kasse und eine Ausstellung mit Exponaten vom Neolithikum bis in das 19. Jahrhundert. Eingegangen wird auch auf die Familiengeschichte der Hansens, insbesondere auf das Leben von Christian Peter Hansen und Jap Peter Hansen und ihr schriftstellerisches und weiteres Wirken. Träger des Museums ist der 1906 gegründete Kultur- und Heimatverein Sölring Foriining

Innenräume
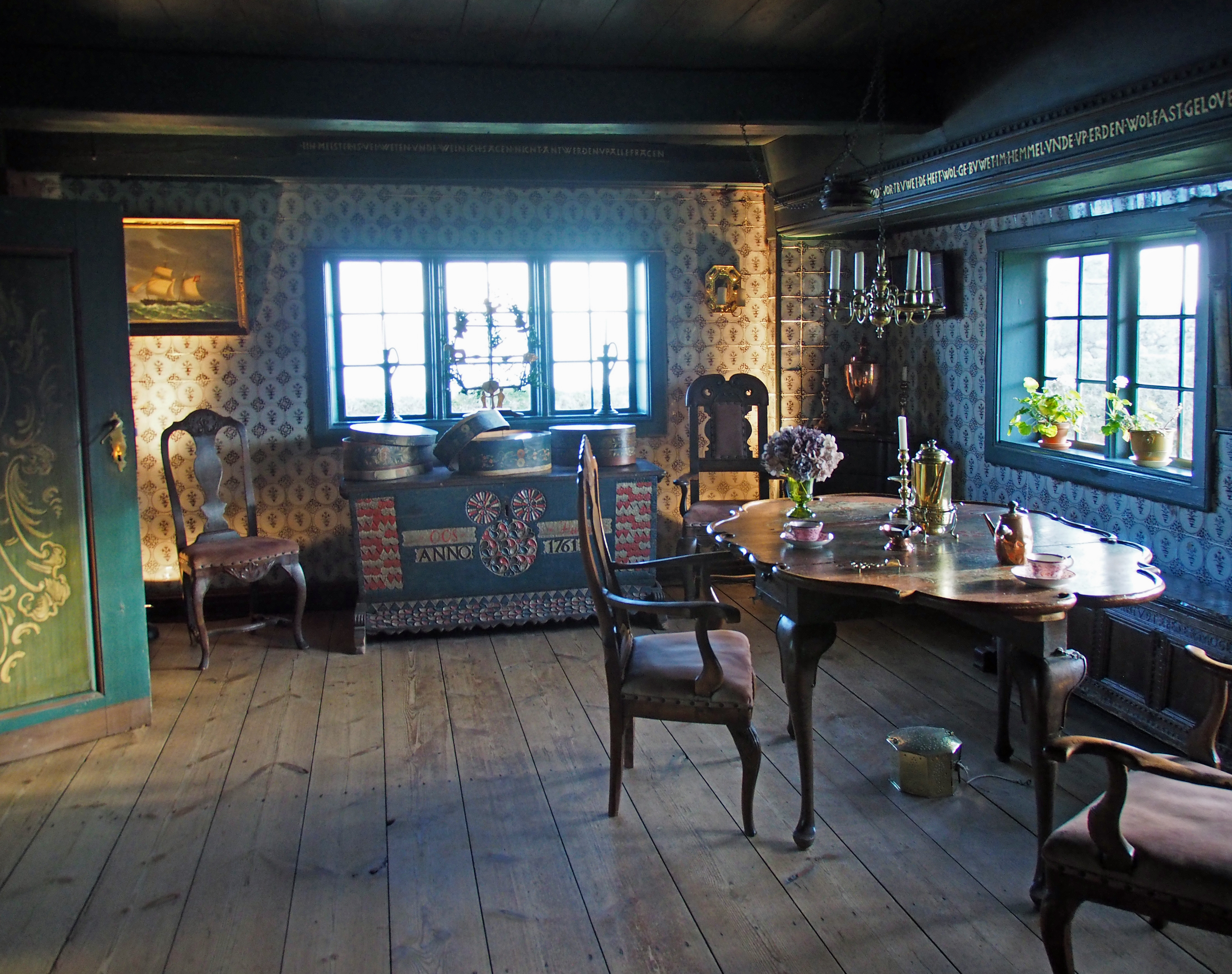
Wohnstube
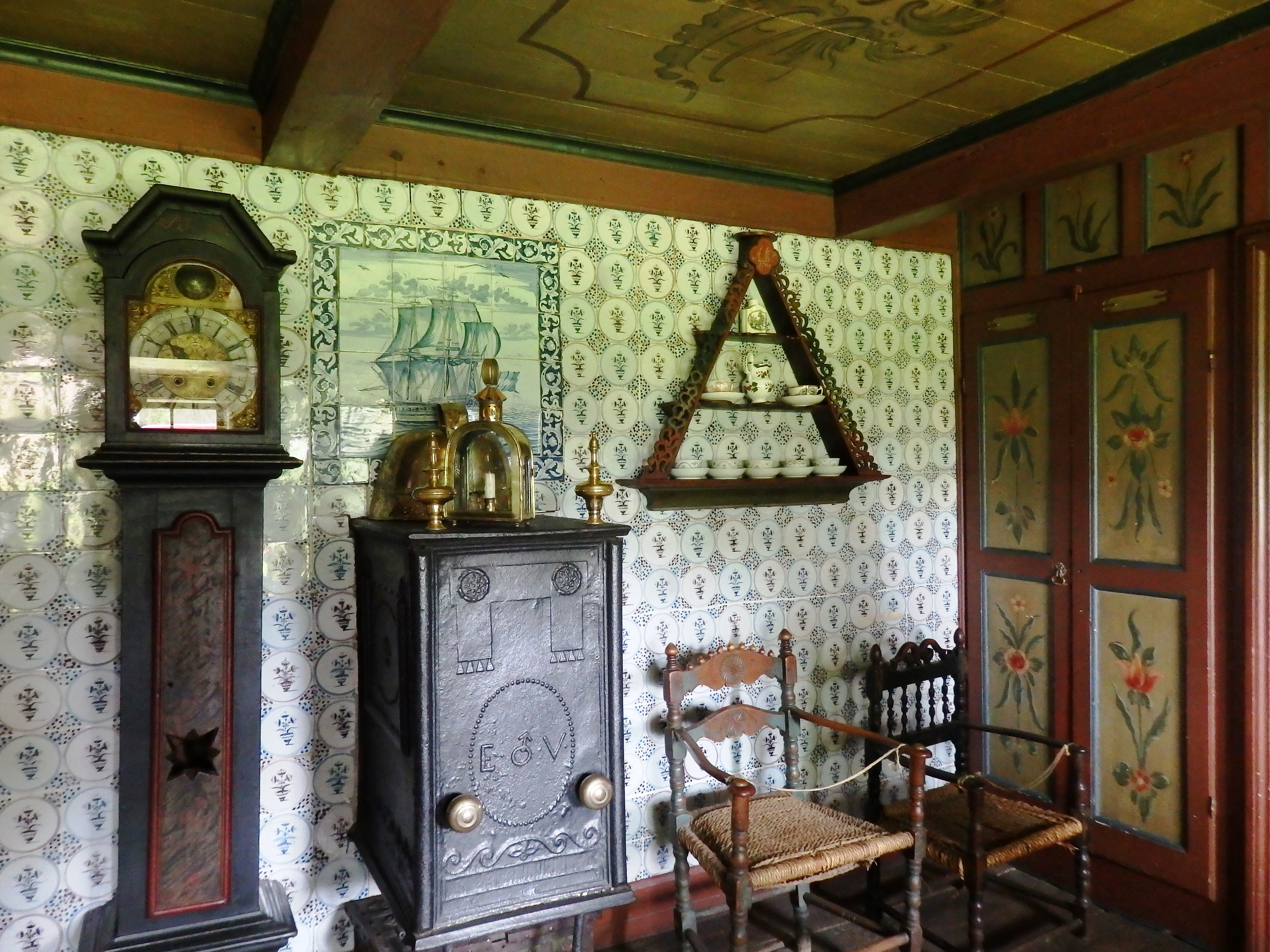
Wohnstube
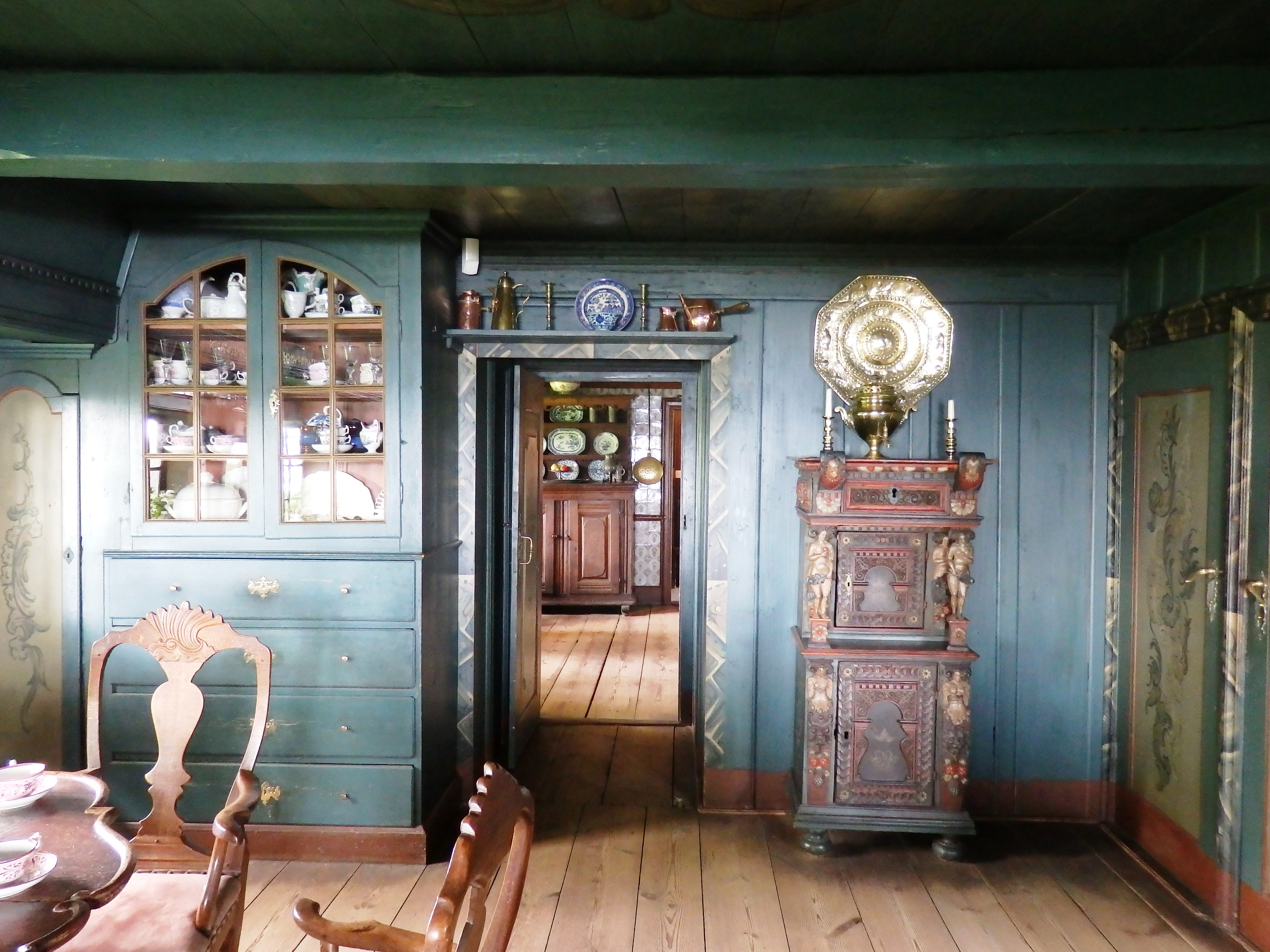
Pesel
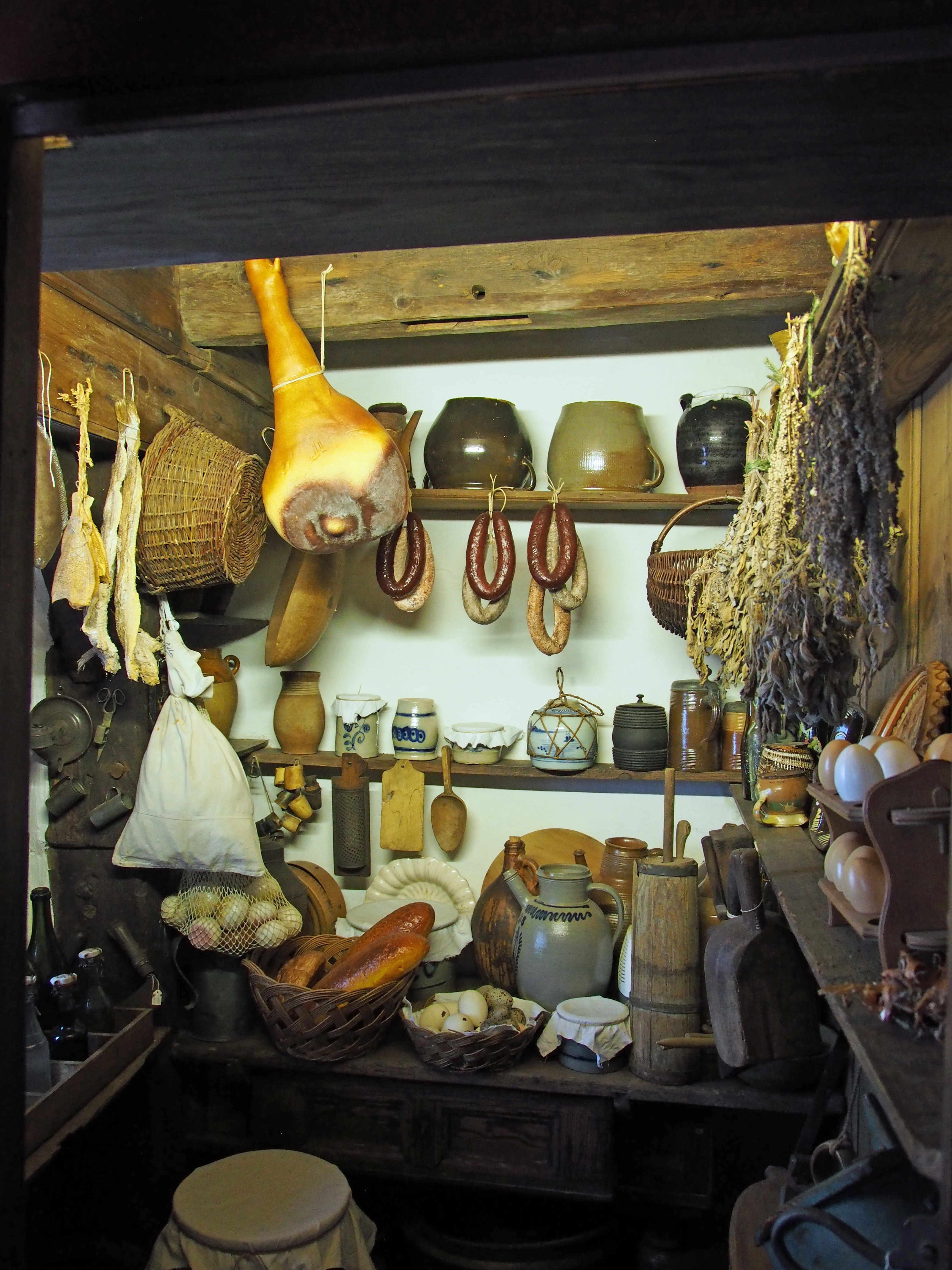
Vorratsraum
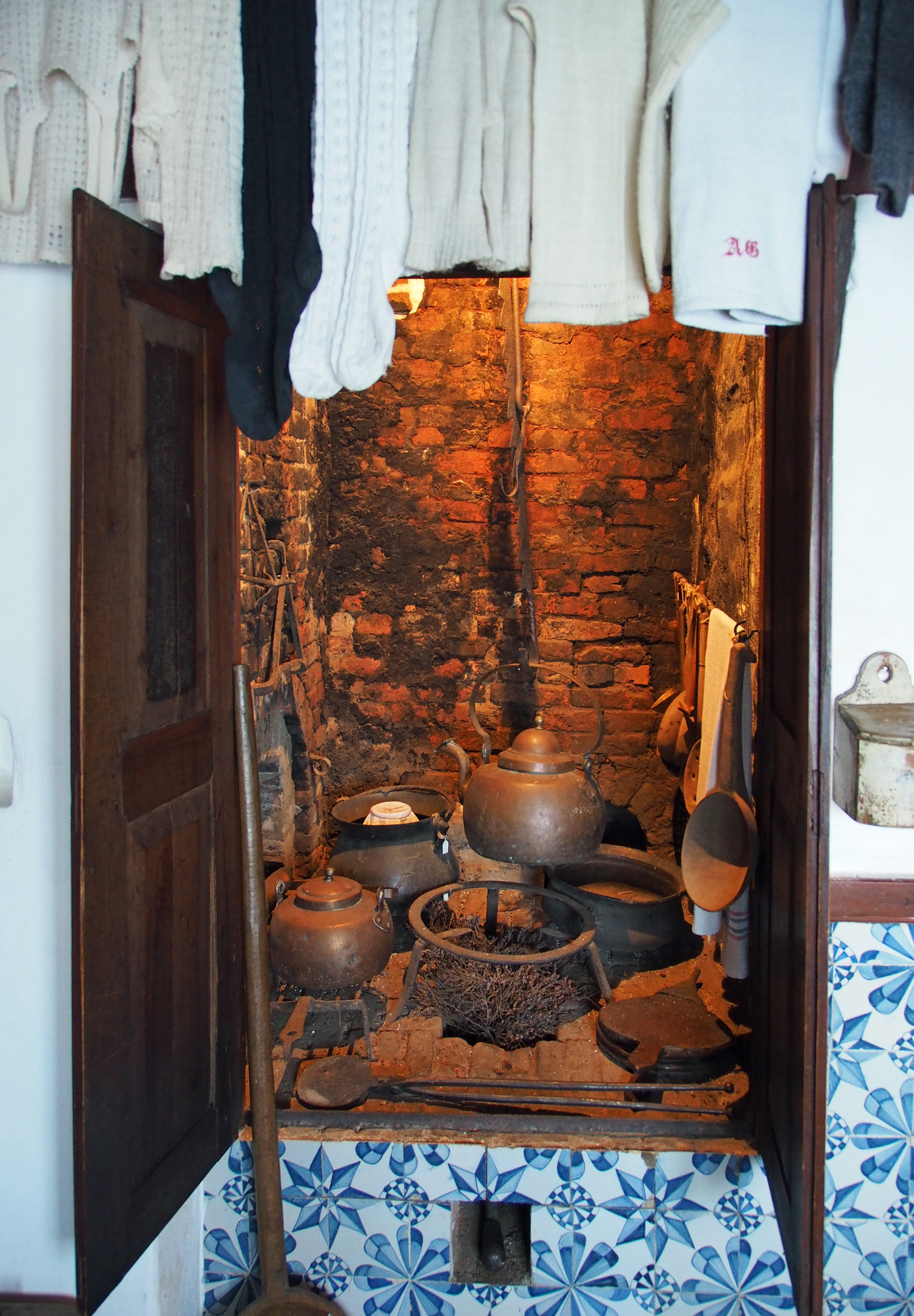
Feuerstelle
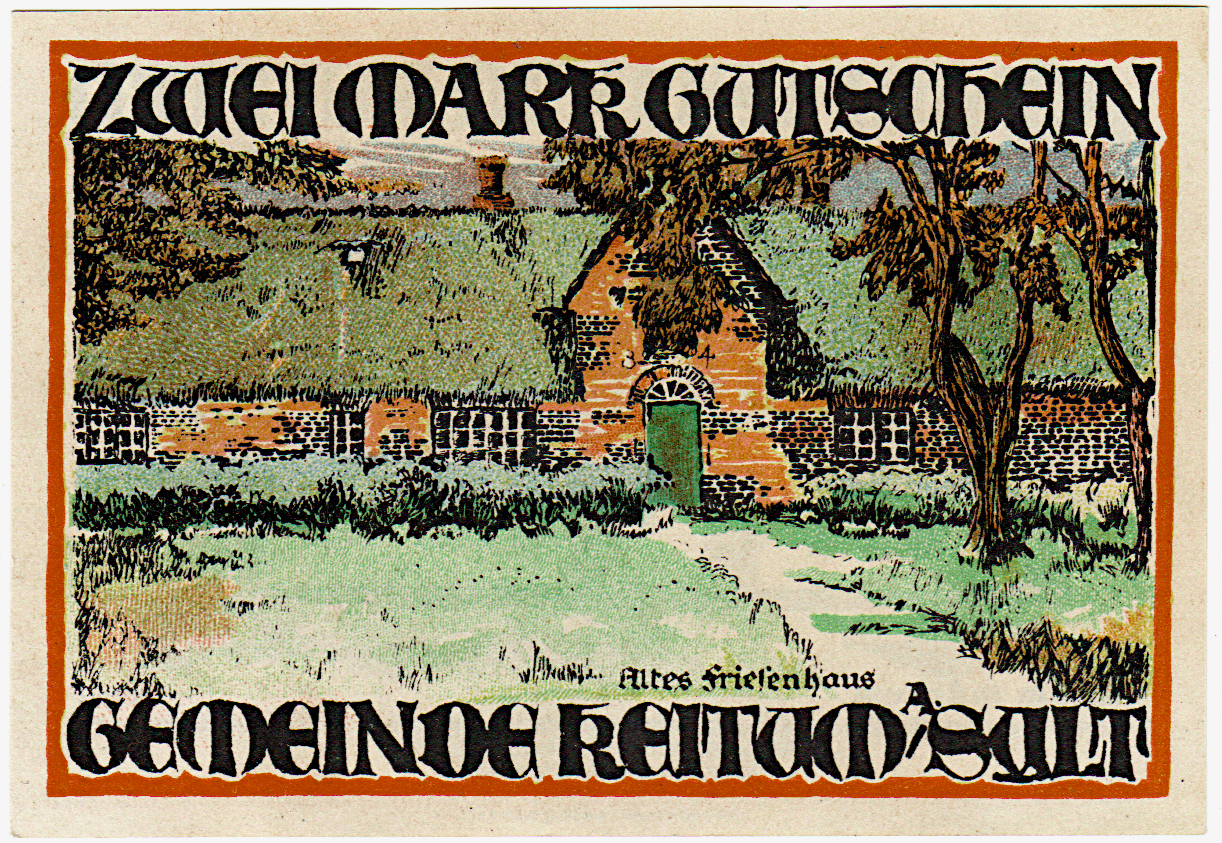
Das „Alte Friesenhaus“ auf einem Notgeldschein von 1921.